# 劉延禟
劉延禟（17世紀—17世紀），字宜綏，湖廣承天府荊門州人，明朝、南明政治人物。

## 生平
劉延禟是崇禎九年（1636年）的舉人，十三年（1640年）成進士，獲授行人，弘光年間他和卜象乾、王傚通、鄭洪猷、潘湛、袁定、朱輅、孔尚則、傅箕孺、宋祖乙、費景烷、張萬選、張景韶、夏供佑、王質、董祖嘗、曾守意、王政敏、陸慶衍、汪鉉、陳儒樸、吳伯尚、陳謙、汪姬生、賈應寵在刑部共事，累擢山東司郎中，之後歸鄉，曾引左良玉部將張九儒自興山收復當陽，事敗後授徒。
清朝順治年間，劉延禟主持修建明倫堂，兒子劉慶昌、侄子劉慶宏、孫子劉效祖、曾孫孫劉邦翰都相繼重修。

## 引用
1. 1 2  錢海岳《南明史·卷三十一·列傳第七》：（弘光）時刑部先後司官之可紀者，為卜象乾、王傚通、鄭洪猷、潘湛、袁定、劉延禟、朱輅、孔尚則、傅箕孺、宋祖乙、費景烷、張萬選、張景韶、夏供佑、王質、董祖嘗、曾守意、王政敏、陸慶衍、汪鉉、陳儒樸、吳伯尚、陳謙、汪姬生、賈應寵云。……延禟，字宜綏，荊門人。崇禎十三年進士。自行人累擢山東司郎中歸。引左良玉將張九儒自興山復當陽，事敗授徒。
2. ↑  同治《荊門直隸州志·卷八·選舉志》：（崇禎）九年（舉人）……劉延禟 丙子……十三年（進士） 劉延禟 庚辰
3. ↑  同治《荊門直隸州志·卷三·政典志》：學校……明倫堂在大成殿後。順治間，鄉官劉延禟興修，其子慶昌、侄慶宏、孫效祖、曾孫邦翰相繼重修。